# Эрнандес, Хосе Карлос
Хосе Карлос Эрнандес — испанский бегун на длинные дистанции, который специализируется в марафоне. На олимпийских играх 2012 года занял 34-е место в марафоне с результатом 2:17.48.

## Достижения
- 11-е место на Берлинском марафоне 2010 года — 2:13.46
- 8-е место на Барселонском марафоне 2012 года — 2:11.57